# Ombolata Afulu
Ombolata Afulu is een bestuurslaag in het regentschap Nias Utara van de provincie Noord-Sumatra, Indonesië. Ombolata Afulu telt 567 inwoners (volkstelling 2010).